# Women's National Basketball League (Australie)
Pour les articles homonymes, voir National Basketball League (Australie).
La Women’s National Basketball League ou WNBL est la ligue professionnelle féminine de basket-ball en Australie. À l'instar de son homologue masculine, la ligue accueille, depuis 2007-2008, une équipe néo-zélandaise.

## Histoire
Juste avant la saison 2007-2008, la ligue opère une extension, accueillant ainsi les Bendigo Spirit (de Victoria) puis une équipe néo-zélandaise, les Christchurch Sirens.
Le general manager de la WNBL Paul Maley prétend que cette compétition est la deuxième plus compétitive du globe après la WNBA et devant l'Euroligue pour le talent de ses joueuses. La MVP 2015 Abby Bishop reste dans la compétition qui attire également des joueuses WNBA confirmées comme l'Américaine Renee Montgomery, la binationale Leilani Mitchell, la nouvelle génération des Opals Rachel Jarry, Tessa Lavey et Tess Madgen, ainsi que la vétéran de retour de blessure Lauren Jackson.
La WNBL est en péril après la disparition de deux formations en cinq ans. Lancés après la disparition du Logan Thunder en 2014 . Les South East Queensland Stars sont liquidés un an près leur fondation en février 2016 et la franchises des Adelaide Lightning's est reprise par la fédération. Le club des Melbourne Boomers est sauvé de justesse en mai 2016 repris par un consortium mené par l'ancienne internationale Lauren Jackson. Après 18 mois sans sponsor principal, la WNBL signe en juillet 2018 un contrat de trois années avec Chemist Warehouse, qui s'engage également à soutenir les Opals.

## Le personnel de la ligue

### Direction de la ligue
- Christy Collier-Hill

### Clubs actuels
| \| Adelaide Bendigo Dandenong Melbourne Perth Sydney Townsville Canberra \| Localisation des clubs de la WNBL. |
| Adelaide Bendigo Dandenong Melbourne Perth Sydney Townsville Canberra                                          |

## Organisation

### Déroulement de la saison

#### Saison régulière
La saison régulière de la WNBL commence généralement début octobre et se termine à la fin février. Durant la saison régulière, chaque équipe joue 24 matchs, dont 12 à domicile et à l'extérieur. Chaque équipe s'affronte au moins trois fois, et certaines équipes quatre fois. Les quatre meilleures équipes du championnat accèdent aux finales de la WNBL, qui ont généralement lieu en mars.
Après avril, les équipes organisent des camps d'entraînement. Les camps d'entraînement permettent au staff technique de préparer les joueurs pour la saison régulière, et de déterminer l'effectif avec lequel ils débuteront la saison régulière. Après le camp d'entraînement, une série de matchs hors-concours de pré-saison ont lieu.

#### Finales WNBL
Les quatre meilleures équipes à la fin de la saison régulière accèdent à la finale. Les équipes terminant aux première et deuxième positions à la fin de la saison régulière bénéficient de l'avantage du terrain lors de leur match de trois matchs du premier tour contre les équipes terminant respectivement aux quatrième et troisième positions. Les gagnants de ces séries accèdent à la grande finale. L'avantage du terrain étant attribué à la tête de série restante la plus élevée, le vainqueur de la grande finale de trois matchs est couronné champion de la WNBL.

## Palmarès et récompenses
- 1981 : St Kilda Saints
- 1982 : St Kilda Saints
- 1983 : Nunawading Spectres
- 1984 : Nunawading Spectres
- 1985 : Coburg Cougars
- 1986 : Nunawading Spectres
- 1987 : Nunawading Spectres
- 1988 : Nunawading Spectres
- 1989 : Nunawading Spectres
- 1990 : North Adelaide Rockets
- 1991 : Hobart Islanders
- 1992 : Perth Breakers
- 1993 : Sydney Flames
- 1994 : Adelaide Lightning
- 1995 : Adelaide Lightning
- 1996 : Adelaide Lightning
- 1997 : Sydney Flames
- 1998 : Adelaide Lightning
- 1999 : Australian Institute of Sport
- 2000 : Canberra Capitals
- 2001 : Sydney Panthers
- 2002 : Canberra Capitals
- 2003 : Canberra Capitals
- 2004 : Dandenong Rangers
- 2005 : Dandenong Rangers
- 2006 : Canberra Capitals
- 2007 : Canberra Capitals
- 2008 : Adelaide Lightning
- 2009 : Canberra Capitals
- 2010 : Canberra Capitals
- 2011 : Bulleen Melbourne Boomers
- 2012 : Dandenong Rangers
- 2013 : Bendigo Spirit
- 2014 : Bendigo Spirit
- 2015 : Townsville Fire[7]
- 2016 : Townsville Fire[7]
- 2017 : Sydney Uni Flames
- 2018 : Townsville Fire[7]
- 2019 : Canberra Capitals
- 2020 : Canberra Capitals
- 2020-2021 : Southside Flyers[8]

## Classement 2013-2014
Classement saison régulière:
1. Bendigo Spirit 22 victoires / 2 défaites
2. Dandenong Rangers 16 v. / 8 d.
3. Townsville Fire 16 v. / 8 d.
4. Bulleen Melbourne Boomers 14 v. / 10 d.
5. Adelaide Lightning 12 v. / 12 d.
6. Sydney Uni Flames 10 v. / 14 d.
7. Canberra Capitals 10 v. / 14 d.
8. Logan Thunder 7 v. / 17 d.
9. West Coast Waves 1 v. / 23 d.

## Classement 2012-2013
Classement saison régulière:
1. Bendigo Spirit 21 victoires / 3 défaites
2. Dandenong Rangers 19 v. / 5 d.
3. Adelaide Lightning 18 v. / 6 d.
4. Townsville Fire 13 v. / 11 d.
5. Bulleen Melbourne Boomers 10 v. / 14 d.
6. Logan Thunder 8 v. / 16 d.
7. Sydney Uni Flames 8 v. / 16 d.
8. Canberra Capitals 7 v. / 17 d.
9. West Coast Waves 4 v. / 20 d.

Les deux premiers de la saison régulière s'affrontent pour atteindre la Grand Finale. Bendigo bat Dandenong 78 à 71 et devient le premier qualifié de la Grande finale. Troisième et quatrième Adelaide et Townsville s'affrontent pour la seconde place de la Grande finale : victorieux 60 à 53 Townsville obtient d'affronter le perdant de la rencontre entre les deux premiers (Dandenong) pour être le second qualifié de la Grande finale. Par un succès 78 à 64 à l'extérieur, Townsville gagne le droit de défier Bendigo dans la Grande finale. La Grande finale est remportée par Bendigo face à Townsville 71 à 57 dans une rencontre, où Kelsey Griffin score 20 points et capte 11 rebonds, ce qui lui vaut d'être désignée MVP de la rencontre. Son équipière Gabrielle Richards réussit 20 points et 8 rebonds, alors qu'avec 11 points et 10 rebonds Jessica Adair est la joueuse la plus en vue de Townsville.

## Meilleure joueuse
| Saison | Meilleure joueuse            | Meilleure joueuse                   | Meilleur cinq                                                                      | Meilleur cinq                                                                                       |
| Saison | Joueuse                      | Club                                | Joueuses                                                                           | Clubs                                                                                               |
| ------ | ---------------------------- | ----------------------------------- | ---------------------------------------------------------------------------------- | --------------------------------------------------------------------------------------------------- |
| 1982   | Karen Ogden                  | St Kilda Saints                     |                                                                                    | |
| 1983   | Karen Ogden Robyn Maher      | St Kilda Saints Nunawading Spectres |                                                                                    | |
| 1984   | Julie Nykiel                 | Noarlunga Tigers                    |                                                                                    | |
| 1985   | Kathy Foster                 | North Adelaide Rockets              |                                                                                    | |
| 1986   | Kathy Foster                 | Hobart Islanders                    |                                                                                    | |
| 1987   | Robyn Maher                  | Nunawading Spectres                 |                                                                                    | |
| 1988   | Julie Nykiel                 | Noarlunga Tigers                    | Donna Brown Shelley Gorman Robyn Maher Michele Timms Debbie Slimmon                | Adelaide Rockets Nunawading Spectres Nunawading Spectres Bulleen Melbourne Boomers                  |
| 1989   | Kathy Foster                 | Hobart Islanders                    | Michele Timms Shelley Gorman Karin Maar Debbie Slimmon Kathy Foster                | Nunawading Spectres Bulleen Melbourne Boomers Hobart Islanders                                      |
| 1990   | Debbie Slimmon               | Bulleen Melbourne Boomers           | Debbie Slimmon Michele Timms Kathy Foster Vicky Daldy Donna Brown                  | |
| 1991   | Joanne Metcalfe              | Melbourne Tigers                    | Joanne Metcalfe Vicky Daldy Michele Timms Shelley Gorman Samantha Thornton         | Melbourne Tigers North Adelaide Rockets Perth Breakers Melbourne East Melbourne East                |
| 1992   | Debbie Slimmon               | Bulleen Melbourne Boomers           | Michele Timms Allison Cook Michelle Brogan Rachael Sporn Jodie Murphy              | Perth Breakers Melbourne Tigers Adelaide City Canberra Capitals                                     |
| 1993   | Allison Cook                 | Melbourne Tigers                    | Vicky Daldy Rachael Sporn Allison Cook Samantha Thornton Shelley Gorman            | Adelaide Lightning Adelaide Lightning Melbourne Tigers Dandenong Rangers Sydney Flames              |
| 1994   | Shelley Gorman               | Sydney Flames                       | Rachael Sporn Sandy Brondello Michele Timms Allison Cook Shelley Gorman            | Adelaide Lightning Brisbane Blazers Perth Breakers Melbourne Tigers Sydney Flames                   |
| 1995   | Sandy Brondello              | Brisbane Blazers                    | Rachael Sporn Sandy Brondello Debbie Slimmon Shelley Gorman Allison Cook           | Adelaide Lightning Brisbane Blazers Bulleen Melbourne Boomers Sydney Flames Melbourne Tigers        |
| 1996   | Rachael Sporn                | Adelaide Lightning                  | Rachael Sporn Trisha Fallon Gina Stevens Michele Timms Jenny Whittle               | Adelaide Lightning Sydney Flames Perth Breakers Sydney Flames Brisbane Blazers                      |
| 1997   | Rachael Sporn                | Adelaide Lightning                  | Rachael Sporn Kristi Harrower Trisha Fallon Allison Cook Jenny Whittle             | Adelaide Lightning Melbourne Tigers Sydney Flames Melbourne Tigers Brisbane Blazers                 |
| 1998   | Michelle Griffiths           | Sydney Flames                       | Michelle Griffiths Kristi Harrower Annie La Fleur Carla Porter Allison Cook        | Sydney Flames Melbourne Tigers Sydney Flames Adelaide Lightning Bulleen Melbourne Boomers           |
| 1999   | Lauren Jackson               | AIS                                 | Kristi Harrower Rachael Sporn Lauren Jackson Shelley Sandie Gina Stevens           | Melbourne Tigers Adelaide Lightning AIS Canberra Capitals Perth Breakers                            |
| 2000   | Lauren Jackson Trisha Fallon | Canberra Capitals Sydney Flames     | Lauren Jackson Trisha Fallon Kristi Harrower Kristin Folkl Jo Hill                 | Canberra Capitals Sydney Flames Melbourne Tigers Adelaide Lightning                                 |
| 2001   | Penny Taylor                 | Dandenong Rangers                   | Jai Kingi Annie Burgess Belinda Snell Penny Taylor Lauren Jackson                  | Adelaide Lightning Sydney Panthers Dandenong Rangers Canberra Capitals                              |
| 2002   | Penny Taylor                 | Dandenong Rangers                   | Rachael Sporn Jai Kingi Natalie Hughes Lauren Jackson Penny Taylor                 | Adelaide Lightning Adelaide Lightning Sydney Panthers Canberra Capitals Dandenong Rangers           |
| 2003   | Lauren Jackson               | Canberra Capitals                   | Kristen Veal Carly Wilson Shelley Hammonds Natalie Porter Lauren Jackson           | Canberra Capitals Dandenong Rangers Sydney Flames Townsville Fire Canberra Capitals                 |
| 2004   | Lauren Jackson               | Canberra Capitals                   | Lauren Jackson Jodie Datson Jacinta Hamilton Shelley Hammonds Belinda Snell        | Canberra Capitals Townsville Fire Dandenong Rangers Sydney Uni Flames Sydney Uni Flames             |
| 2005   | Katrina Hibbert              | Bulleen Melbourne Boomers           | Katrina Hibbert Jenny Whittle Belinda Snell Trish Fallon Erin Phillips             | Bulleen Melbourne Boomers Canberra Capitals Sydney Uni Flames Adelaide Lightning                    |
| 2006   | Katrina Hibbert              | Bulleen Melbourne Boomers           | Deanna Smith Jacinta Hamilton Jenny Whittle Erin Phillips Katrina Hibbert          | Sydney Uni Flames Townsville Fire Adelaide Lightning Bulleen Melbourne Boomers                      |
| 2007   | Hollie Grima                 | Bulleen Melbourne Boomers           | Natalie Porter Hollie Grima Erin Phillips Carly Wilson Sharin Milner               | Sydney Uni Flames Bulleen Melbourne Boomers Adelaide Lightning Perth Lynx Bulleen Melbourne Boomers |
| 2008   | Natalie Porter               | Sydney Uni Flames                   | Natalie Porter Rohanee Cox Jessica Foley Tracy Gahan Kathleen Macleod              | Sydney Uni Flames Townsville Fire Adelaide Lightning Bendigo Spirit                                 |
| 2009   | Rohanee Cox                  | Townsville Fire                     | Deanna Smith Kristi Harrower Rohanee Cox Abby Bishop Jennifer Crouse               | Perth Lynx Bendigo Spirit Townsville Fire Canberra Capitals Townsville Fire                         |
| 2010   | Kristi Harrower              | Bendigo Spirit                      | Kristi Harrower Suzy Batkovic Liz Cambage Jenna O'Hea Deanna Smith                 | Bendigo Spirit Sydney Uni Flames Bulleen Boomers Sydney Uni Flames                                  |
| 2011   | Liz Cambage                  | Bulleen Boomers                     | Jenna O'Hea Marianna Tolo Amy Denson Liz Cambage Kathleen Macleod                  | Bulleen Boomers Canberra Capitals Sydney Uni Flames Bulleen Boomers Dandenong Rangers               |
| 2012   | Suzy Batkovic                | Adelaide Lightning                  | Shanavia Dowdell Sam Richards Rachel Jarry Suzy Batkovic Kath McLeod Belinda Snell | |
| 2015   | Abby Bishop                  |                                     |                                                                                    | |
| 2018   | Suzy Batkovic                | Townsville Fire                     | Courtney Williams Asia Taylor Sami Whitcomb Suzy Batkovic Liz Cambage.             | Perth ? Perth Townsville Fire Melbourne                                                             |

## Sources et références
1. ↑  [PDF] (en) Dossier de presse
2. ↑  (en) The West du 27 juin 2007
3. 1 2  (en) « Australia’s WNBL competition ranks only behind WNBA, says GM Paul Maley in wake of more big signings », adelaidenow.com.au, 1er octobre 2015 (consulté le 4 octobre 2015)
4. 1 2  (en) Samantha Lane, « Lauren Jackson to the rescue for Melbourne Boomers », theherald.com.au, 25 mai 2016 (consulté le 28 mai 2016)
5. ↑  (en) Tom Boswell, « WNBL license granted to South East Queensland basketball side for 2015/16 season », Courier Mail, 25 mai 2016 (consulté le 28 mai 2016)
6. ↑  (en) Ronny Lerner, « Women's basketball boosted by new major sponsor », smh.com.au, 11 juillet 2018 (consulté le 11 juillet 2018)
7. 1 2 3  Marc Perais, « Australie : Après 2015 et 2016 les « Fire » de Townsville championnes 2018 », postup.fr, 22 janvier 2018 (consulté le 26 janvier 2018)
8. ↑  Marc Perais, « Southside champion avec Leilani MITCHELL MVP de la finale », sur postup.fr, 20 décembre 2020 (consulté le 24 décembre 2020)
9. ↑  « Roundup: Round 19 in Australian WNBL – Regular season concludes », Love Women's Basketball, 16 février 2014 (consulté le 16 février 2014)
10. ↑  « Round-up: Round 19 in Australian WNBL », Love Women's Basketball, 16 février 2013 (consulté le 3 mars 2013)
11. 1 2  « Bendigo Spirit moves on to WNBL Grand Final, Dandenong and Townsville to play for the other spot », Love Women's Basketball, 24 février 2013 (consulté le 3 mars 2013)
12. ↑  « Townsville Fire advance to WNBL Grand Final where they’ll face Bendigo », Love Women's Basketball, 3 mars 2013 (consulté le 3 mars 2013)
13. ↑  « Bendigo Spirit win their first WNBL title, Kelsey Griffin named Grand Final MVP », Love Women's Basketball, 10 mars 2013 (consulté le 11 mars 2013)
14. ↑  (en) « League Most Valuable Player », sur wnbl.com.au (consulté le 1er mai 2011)
15. ↑  (en) « WNBL : All Star Five », sur wnbl.com.au (consulté le 30 octobre 2011)
16. ↑  (en) « History made as WNBL All Star Five becomes SIX », sur wnbl.com.au, 27 mars 2012 (consulté le 6 avril 2012)
17. ↑  (en) « History made as WNBL All Star Five becomes SIX », sur wnbl.com.au, 27 mars 2012 (consulté le 6 avril 2012)
18. ↑  Thibaut Lasser, « Australie : Suzy BATKOVIC (Townsville) élue MVP pour la sixième fois ! », postup.fr, 16 janvier 2018 (consulté le 26 janvier 2018)
19. ↑  Thibaut Lasser, « Australie : Le 5 majeur de la saison régulière dévoilé », postup.fr, 15 janvier 2018 (consulté le 26 janvier 2018)